# 彭汝球
彭汝球（1845—1925），字叔才，號珍谷，直隸蘇州府常熟縣人，清代虞山画派畫家、晚清縣丞。曾是帝師翁同龢綵衣堂府中畫師、帳房管家。

## 生平
彭叔球, 亦彭叔才，李猷《近代詩介》按：“彭汝球，字叔才，邑諸生，翁氏綵衣堂之西席。”彩衣堂乃清末重臣翁同龢常熟翁氏故居，西席即家塾教師和私人秘書。《中國美術家人名辭典補遺二編》：彭汝球字叔才，吳秋農弟子。擅山水，間擬戴熙。其孫一帆，專攻四王。《中國歷代畫家人名辭典》：彭汝球，江蘇常熟人，字叔材。畫山水，為吳榖祥（字秋農）入室弟子，筆墨工雅。美國猶他州家譜圖書館藏彭汝球、彭汝琎和彭邦俊於光緒十七年增修《虞山鄒氏譜》。家譜記載彭汝球原姓鄒氏，為明代進士、三品山東左參政鄒韶後裔。《翁同龢日記》、《翁同龢信札》 、《翁斌孫日記》有彭叔才（即彭汝球）、彭季良（即彭汝琎）兄弟記載。光緒年間，彭汝球任浙江銅元局委員、工程縣丞、候補知縣。光緒三十三年因浙江銅元局案革職。清末，彭汝球和堂弟彭邦俊籌款重修梅里陸涇橋、樂善堂。樂善堂始建於道光年間，有翁同龢之父翁心存題詞。宣統三年，彭汝球稟奏籌辦常熟梅里自治公所。辛亥革命時期，梅李市董事彭邦俊、彭汝球兄弟呈報辦團自衛,亦曾先後創辦虞東公學、梅里商業學堂。 民國五年至十一年，彭汝球為常熟縣縣議會議員。

## 家族
- 始迁祖：鄒禮，虞山鄒氏世譜，明太祖洪武年間人，清康熙《常熟縣誌》卷五《橋梁》記載，讓塘橋舊名尚塘橋，邑士鄒禮辨「尚」為「讓」，於是尚塘橋改名為讓塘橋，今屬張家港。
- 祖先：鄒禮玄孫明代進士、三品山東左參政鄒韶，正四品潯州知府鄒武,。鄒韶和鄒武之母、鄒韶之妻和媳皆為常熟城北舊族錢氏，即柳如是夫錢謙益家族。
- 兄弟：鄒禮十五世孫彭汝球之胞兄弟有彭汝琳、彭汝瑛、八品官彭汝璡（即《翁同龢日記》中彭季良）、堂兄弟有五品藍翎候選州判彭邦俊、監生彭邦廉等。
- 好友：翁同龢、翁曾桂、湯寅、黃炳元、朱奇、吳穀祥、胡根天、朱偁、任薰、吳昌碩、蕭紹棻、王震、沈曾植。